# Surinaams Pedagogisch Instituut
Het Surinaams Pedagogisch Instituut (SPI), voorheen de Surinaamse Kweekschool, is een mbo-opleiding in Paramaribo tot onderwijzer in het lager onderwijs. De opleiding werd in 1949 gestart.

## Geschiedenis
In juli 1827 ontving het Departement Paramaribo een verhandeling waarin werd gepleit voor de oprichting van een kweekschool voor onderwijzers. Het duurde echter nog tot 1949 voordat de deuren werden geopend van de 'Surinaamse Kweekschool'. In 1952 slaagden de eerste studenten voor hun diploma. Vanuit protestantse hoek werd de seculiere kweekschool als een bedreiging gezien en werd gepleit om ernaast ook een protestantse kweekschool op te richten. Een christelijke opleiding liet echter nog op zich wachten tot de oprichting van de Christelijk Pedagogisch Instituut in 1970.
Ergens tussen 1973 en 1986 werd de naam van de kweekschool gewijzigd in het Surinaams Pedagogisch Instituut.
In 2018 nam het SPI de leerlingen en een deel van de leerkrachten over van het instituut voor kleuteronderwijs Albert Cameron Instituut.